# Ton Gubbels (voetballer)
Ton Gubbels (Tegelen, 14 januari 1959) is een voormalig Nederlands profvoetballer die drie seizoenen bij FC VVV onder contract heeft gestaan.

## Loopbaan
De Tegelenaar maakte in 1977 de overstap van amateurclub SC Irene naar eredivisionist FC VVV.
Daarin debuteerde de 18-jarige centrumspits op 11 december 1977 als invaller voor Gerrie de Jonge, in de thuiswedstrijd tegen Roda JC (0-5). In het seizoen 1978/79 kwam Gubbels in zeven competitieduels in actie. In zijn derde seizoen bij FC VVV kreeg hij helemaal geen speelminuten meer. In 1980 keerde Gubbels het betaald voetbal de rug toe en speelde vervolgens nog enkele jaren bij de amateurs van SC Irene en Tiglieja.

## Profstatistieken
| Seizoen         | Club            | Competitie      | Competitie | Competitie | Beker | Beker | Continentaal | Continentaal | Totaal | Totaal |
| Seizoen         | Club            | Competitie      | Wed.       | Dlp.       | Wed.  | Dlp.  | Wed.         | Dlp.         | Wed.   | Dlp.   |
| --------------- | --------------- | --------------- | ---------- | ---------- | ----- | ----- | ------------ | ------------ | ------ | ------ |
| 1977/78         | FC VVV          | Eredivisie      | 1          | 0          | 0     | 0     | 3            | 0            | 4      | 0      |
| 1978/79         | FC VVV          | Eredivisie      | 7          | 0          | 0     | 0     | —            | —            | 7      | 0      |
| 1979/80         | FC VVV          | Eerste divisie  | 0          | 0          | 0     | 0     | —            | —            | 0      | 0      |
| Carrière totaal | Carrière totaal | Carrière totaal | 8          | 0          | 0     | 0     | 3            | 0            | 11     | 0      |